# Shishi (Quanzhou)
Shishi (en chino:石狮市, pinyin:Shíshī shi; Pe̍h-ōe-jī: Chio̍h-sai, lit: león de piedra) es una localidad de la ciudad-prefectura de Quanzhou en la provincia de Fujian, República Popular China, con una población censada en noviembre de 2010 de 636 700 habitantes.
Se encuentra situada en el centro-este de la provincia, junto a la costa del mar de China Oriental y a poca distancia al sur de la capital provincial, Fuzhou.